# 정이한 단비 및 비각
정이한 단비 및 비각은 충청북도 청주시 흥덕구에 있다. 2015년 4월 17일 청주시의 향토유적 제102호로 지정되었다.

## 개요
조선 세종때 서울 도성을 쌓은 정이한을 기리기 위해 세운 단비이다.